# Женя Шеф
Женя Шеф (родился 28 января 1954 г. в городе Актюбинске/СССР как Евгений Владимирович Шеффер) — немецко-русский художник (живопись, графика, инсталляция), проживающий в Берлине. Почетный академик Российской Академии Художеств.. Считается основоположником Пост-Историзма, художественного направления, сочетающего основу традиционной живописи с элементами эстетических экспериментов, интерпретирующего текущие события в форме новой мифологии.

## Биография
Женя Шеф родился в 1954 году в г. Актюбинск, Казахстан, под именем Евгений Шеффер. Его отец, московский фотожурналист Владимир Шеффер, был сослан в Казахстан, в ГУЛАГ из-за политических мотивов, как жертва сталинских репрессий. После его реабилитации в 1961 году семье было разрешено вернуться в Москву. Женя Шеф вырос в Москве и с 1972 по 1977 год учился в Московском Полиграфическом институте у Андрея Дмитриевича Гончарова (графика) и Дмитрия Дмитриевича Жилинского (живопись). Он закончил учёбу, заняв Первое место за диплом, включавший иллюстрации к произведениям Эдгара. А.По. В 1985 переехав на постоянное жительство в Германию, он с 1988 по 1993 год учился в Академии изобразительных искусств в Вене по приглашению профессора Рудольфа Хауснера. Будучи студентом мастер-класса Арика Брауэра, Женя Шеф закончил учёбу в 1993 году с дипломом Magister Artium и был награждён Золотой медалью Фюгера Венской академии.

## Творческая карьера
Ещё во время учёбы Женя Шеф начал публиковать иллюстрации в авангардном журнале «Знание-Сила», который был платформой для таких художников-нонконформистов, как Юло Соостер, считающийся предшественником московского концептуализма. Главным редактором этого экспериментального журнала был Юрий Соболев, фигура московской андерграундной арт-сцены и автор мультфильмов «Жил-был Козявин», «Бабочка» и «Стеклянная гармоника». Евгений Шеффер начал выступать под именем Женя Шеф, когда стал участвовать на выставках московских нонконформистов на Малой Грузинской улице в 1970-80-х годах. Здесь он выставлялся с такими художниками, как Виктор Пивоваров, Франциско Инфанте, Анатолий Зверев, Андрей Ройтер, Семен Файбисович и Константин Худяков. После завершения обучения в Московском полиграфическом институте Женя Шеф существовал, в основном, благодаря заказам на книжные иллюстрации, подобно и другим художникам-нонконформистам того времени в СССР (например, Илья Кабаков, Олег Васильев или Эрик Булатов). Тем не менее, он старался иллюстрировать книги, отвечающие высоким критериям, в частности, «Проза и поэзия» Эдгара А.По или «Американская Романтическая Проза». Его нонконформистская живопись в этот период находилась под влиянием современных западных художественных течений и он не желал подчинять её официальным заказам. Лишь переехав в 1985 году в Федеративную Республику Германию, художник полностью посвятил себя живописи. Много времени он провел в испанском приморском городе художников Кадакес, где разработал свой пост-исторический стиль (Манифест Пост-Историзма, 1986). В то время он создавал работы, в которых помещал знакомые по истории России фигуры, такие как Лев Толстой, Максим Горький или Антон Чехов в пейзажах окружающего его испанского побережья Средиземного моря. В его живописи такие исторические фигуры, как Ленин, Сталин, Гитлер, Муссолини деполитизируются и изображаются как статисты мировой истории. По случаю выставки в бывшей студии Антонио Кановы в Риме Женя Шеф написал Манифест Неомифологии под названием «Вива Канова!» (1995). Сочетание пост-исторических и неомифологических концепций характеризует его работы этого периода (см. «Рождение мифов», 1993 г., дипломная работа Венской академии изобразительных искусств). На его обширной персональной выставка в Государственном Русском музее в Санкт-Петербурге под названием «Слава Нового Века» в 2011 году были представлены многочисленные ключевые работы обоих творческих направлений.
В 2013 году в официальной программе на 55-й Венецианской биеннале (Palazzo Bembo, Collateral Events) Женя Шеф представил мультимедийную инсталляцию «Мертвый дом». Здесь художник тематизирует убийство русской Царской семьи, что и в дальнейшем остается важным аспектом его творчества (несколько музейных выставок в России, 2017—2019 гг.).
В 2015 году Женя Шеф и его друг, писатель Владимир Сорокин, показали проект «Павильон Теллурия» во время 56-й Венецианской биеннале в Палаццо Рокка Контарини Корфу. Выставленный там, наряду с живописью, «Архив граничных состояний» Жени Шефа состоит из более чем 200 холстов малого размера, которые образуют своеобразный живописно-графический визуальный дневник. По случаю открытия выставки оба художника выступили на перформансе в символическом сражении друг с другом: Женя Шеф в роли рыцаря с копьем и щитом, Владимир Сорокин в роли неандертальца с ноутбуком на деревянном древке. Противостояние символизировало столкновение разных исторических эпох.
В последнее время Женя Шеф интересуется идеей «Нового человека Возрождения» — творца, представленного как симбиоз ученого и художника. Вдохновившись исследованиями русского академика Владимира Скулачева «Жизнь без старости», Женя Шеф и сын академика ученый Максим Скулачев разрабатывают концепцию «Академии Бессмертия».

## Выставки
- 1976: Первая выставка художников-авангардистов. Горком художников-графиков, Малая Грузинская ул., Москва, Россия
- 1976-85: Выставки нонконформистов, Москва, Россия
- 1987: Дон Кихот. Городской музей города Олот, Испания
- 1988: Triennale. Городской музей города Ульм, ФРГ
- 1989: Галерея Мария Сальват, Барселона, Испания (персональная выставка)
- 1991: Дом Латинской Америки, Монте Карло, Монако (персональная выставка под патронажем Принца Луи де Полиньяка)
- 1993: Monumental Propaganda. (кураторы Комар и Меламид), World Financial Center, Нью Йорк, США
- 1994: Old Symbols, New Icons in Russian Contemporary Art. Stuart Levy Fine Art, Нью Йорк, США
- Ideal Landscapes: Artists from the Former Soviet Union. de Saisset Museum, Санта Клара, США
- 1994-95: Neo-Mythology and Regressive Projects. Stuart Levy Fine Art, Нью Йорк, США (персональная выставка)
- 1997: Promenaden in Arkadien. Итальянский культурный институт, Берлин, ФРГ (персональная выставка)
- 1998: Новый Академизм и электроника. Новая Академия, Санкт-Петербург, Россия
- 1998-99: It’s the Real Thing: Soviet and Post-Soviet Sots Art and American Pop Art. Weisman Art Museum, Миннеаполис, США
- 1999: Play and Passion. Государственный Русский музей, Санкт-Петербург, Россия
- A 25 Year Retrospective on Non-Conformist Russian Art. Kennan Institute, Колодзей Арт Фаундейшн, Вашингтон, Д.С., США
- 2000: The Hurricane of Time: Art of the 1960s through 2000. Колодзей Арт Фаундейшн,  Вилла Ормонд, Сан Ремо, Италия
- L’Age d’Or. Museum-Center Luis Bunuel, Каланда, Испания
- 2000-2001: Jesus Christ in Christian Art and Culture 14th to 20th Centuries. Государственный Русский музей, Санкт-Петербург и Monasterio di Santa Chiara, Сан Марино
- 2001: Between Earth and Heaven. P.M.M.K Museum of Modern Art, Остэнде, Бельгия
- The Sum is Greater Than the Parts: Collage & Assemblage in the Norton and Nancy Dodge Collectiоn of Nonconformist Art from the Soviet Union. Zimmerli Art Museum, Rutgers University, Nью Брансвик, США
- 2002: Shock and Show. Festival of International Contemporary Art, Триэсте, Италия
- Artists of the Ideal. Palazzo Forti, Верона, Италия
- 2003: Remembrance: Russian Post-Modern Nostalgia. Yeshiva University Museum, Нью Йорк, США
- Foreign Visions. Stiftung Starke, Берлин и Museum of Contemporary Art, Скопье, Северная Македония (персональная выставка)
- M°A°I°S V. Paradies, Bunker unter Alexanderplatz, Берлин, ФРГ
- 2004: HA KYPOPT! Russische Kunst Heute!  Кунстхалле Баден-Баден, ФРГ и Новый Манеж, Москва, Россия
- Gods Becoming Men. Frissiras Museum, Афины, Греция
- Danses de la Mort. White Space Gallery, Лондон, Великобритания (персональная выставка)
- 2005: Glory of a New Century. Experimental Art Foundation, Аделаида, Aвстралия (персональная выставка)
- Western Biennale. John Natsoulas Art Center, Дейвис/Калифорния, США
- Finding Freedom: 40 Years of Soviet and Russian Art. Колодзей Арт Фаундейшн, Leepa-Rattner Museum of Art, Tarpon Springs, США
- 2006: Times of Change. The Art of 1960-85 in the Soviet Union. Государственный Русский музей, Санкт-Петербург, Россия
- Meditazione sulla Realta. Palazzo della Ragione, Мантуа, Италия
- 2007: Верю. II Московская биеннале, Инсталляция «Mой Персональный Храм». Винзавод, Москва, Россия
- 2008: Власть Воды. Государственный Русский музей, Санкт-Петербург, Россия
- 2009: Born in the USSR — Russian Art from Germany. Министерство иностранных дел, Берлин, ФРГ
- 2010: Shattered Utopia. Russian Art of the Soviet and Post-Soviet Periods from the Wayne F.Yakes, M.D.Collection. Fort Collins Museum of Art, США
- Небо в искусстве. Государственный Русский музей, Санкт-Петербург, Россия
- 2011: Слава Нового Века. Государственный Русский музей, Санкт-Петербург , Россия (персональная выставка)
- Points of View. Art Museum, Боульдер, США
- 2013: Инсталляция "Dead House, в рамках выставки Personal Structures. Palazzo Bembo, Collateral Events, 55 Венецианская биеннале
- Русский Берлин, в рамках фестиваля White Nights, Центральный выставочный зал, Пермь, Россия
- 2014: Genia Chef, Ilya Kabakov, Oleg Vassiliev. The Blinding Light of History. University of New Mexico Art Museum, Альбукерке, США
- 2015: Павильон Теллурия (совместно с Владимиром Сорокиным), Palazzo Rocca Contarini Corfu, в период 56 Венецианской биеннале
- 2017: Инсталляция «Desintegration of the Black Square». APS Mdina Cathedral Contemporary Art Biennale, Мальта.
- 2018-2019: Семейный альбом, Калужский музей изобразительных искусств, Россия (персональная выставка)
- 2019: Masters of Russian Realism: Oleg Vassiliev — Genia Chef — Komar and Melamid. Columbus State University, Джорджа, США
- 2019/2020: На краю земли. Новосибирский Государственный художественный музей, Россия (персональная выставка)
- 2020: Академия Бессмертия, в рамках ART-PROJECT 2020-2070, Государственный музей архитектуры имени А. В. Щусева, Москва, Россия
- 2020/2021: Песнь о Нибелунгах, Национальный музей Лихтенштейна, Вадуц (персональная выставка), публикация книги к выставке NIBELUNGENLIED, ISBN 978-3-945867-36-5[3]
- 2021/22: Песнь о Нибелунгах, Зигфрид музей, Ксантен, Германия, (персональная выставка); Замок Драхенбург, Кёнигсвинтер; Нойес Музеум, Замок Сайн; Музеум Хайльсхоф, Нибелунгенмузеум, Вормс; Замок Харбург, Харбург; Культурмодель Пассау

## Книжные иллюстрации
- Иллюстрации к ежемесячному журналу «Знание-сила», Москва, 1976—1981
- Михаил Эминеску, «Лучаферул», изд. Детская Литература, Москва, 1979
- Константин Случевский «Стихотворения», изд. Детская Литература, Москва, 1983
- Edgar A. Poe, «Prose and Poetry» (на англ. языке), изд. Радуга, Москва, 1983
- Vil Lipatov, «The Stoletov Dossier» (на англ. языке) изд. Радуга, Москва, 1983
- Vsevolod Garshin, «Amapola Roja» (на исп. языке), изд. Радуга, Москва, 1984
- «American Romantic Tales / Американская романтическая проза», изд. Радуга, Москва, 1984, (образ на обложке и иллюстрации)
- Erich Kästner, «Ausgewählte Prosa u. Gedichte» (на нем. языке), изд. Радуга, Москва, 1985 (образ на обложке)
- Mikhail Epstein, Aleksandr Genis, Russian Postmodernism: New Perspectives on Post-Soviet Culture, Berghahn Books, 1999 (образ на обложке)
- Michael Lederer, Nothing Lasts Forever Anymore, Parsifal Ediciones, Barcelona 1999 ISBN 978-84-87265-99-0 (образ на обложке и иллюстрации)
- Александр Генис, «Американская азбука», Издательство Уральского университета, Екатеринбург, 2000
- Victor Pelevin, «Buddha’s Little Finger», Penguin, NY, 2000 и Mondadori, Milano (образ на обложке)
- Richard Faber, Das ewige Rom oder: die Stadt und der Erdkreis. Zur Archäologie «abendländischer» Globalisierung, Verlag Koenigshausen Neumann, 2001,

```
ISBN 978-3-8260-2034-6
 (образ на обложке)
```

- Michael Lederer, The Great Game, PalmArt Press, Berlin 2012, ISBN 978-3-941524-12-5 (образ на обложке)
- Michael Lederer, Cadaqués, Parsifal Ediciones, Barcelona 2014 (образ на обложке)